# الوجبات السريعة في الصين

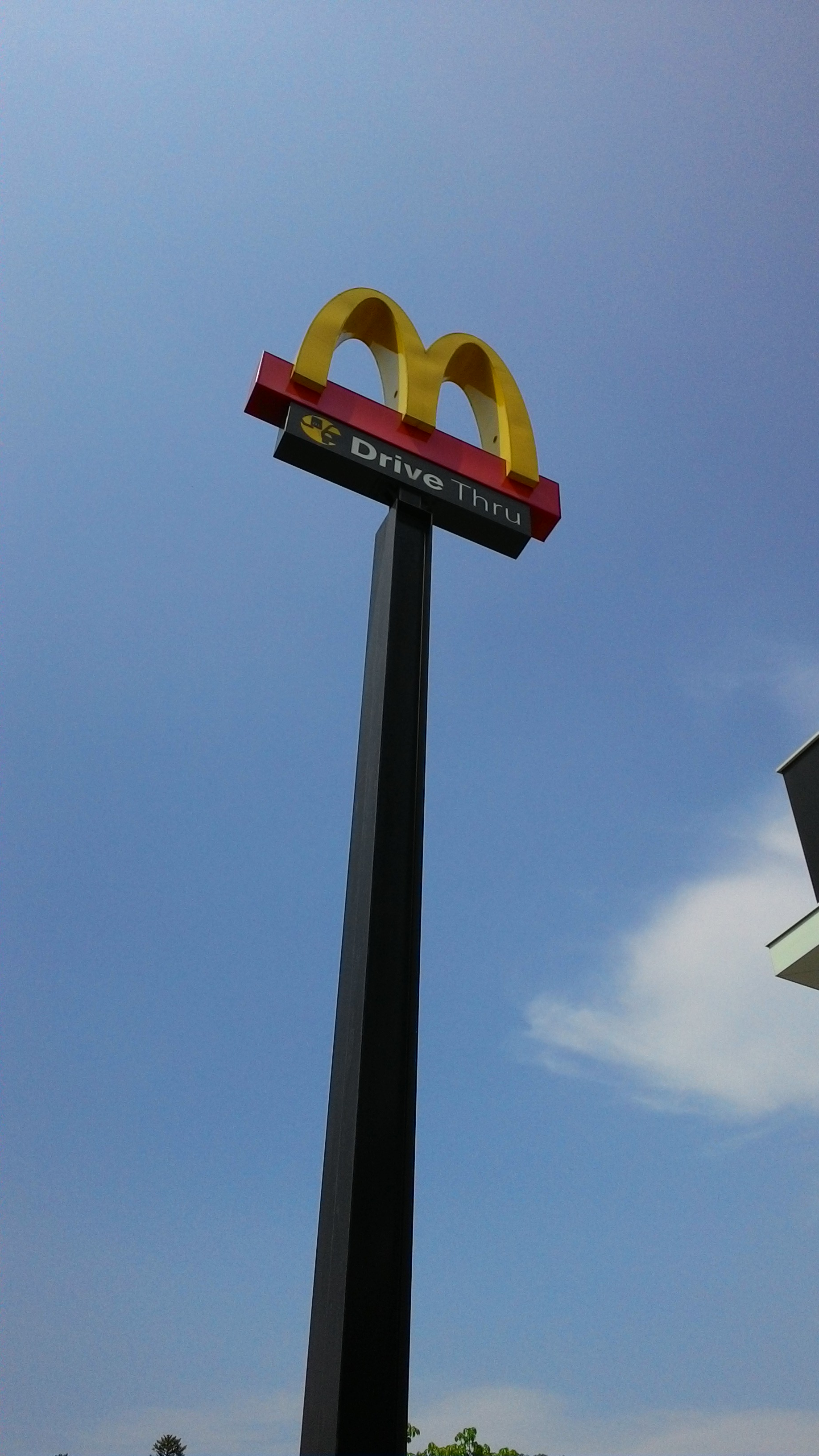
علامة ماكدونالدز في تايوان

تعد الوجبات السريعة على النمط الغربي في الصين ظاهرة حديثة إلى حد ما، حيث أنشأت كنتاكي فرايد تشيكن (KFC) أول مطعم لها في بكين في نوفمبر 1987. وقد لاقى هذا الموقع نجاحًا غير مسبوق، وكان بمثابة نموذج للعديد من المطاعم الصينية المحلية التي تلت ذلك.